# Lisa Livingstone
Pour les articles homonymes, voir Lisa et Livingstone (homonymie).
Lisa Livingstone, née à Aberdeen en Écosse, est une actrice britannico-nigérienne,,.

## Filmographie
- 2005 : Holby City (série télévisée) : Shelley Price
- 2006 : Classé Surnaturel (Sea of Souls) (série télévisée) : Jenny (3 épisodes)
- 2006 : Mayo (en) (mini-série)
- 2007 : L'Antre de l'araignée (In the Spider's Web) (téléfilm) : Stacey
- 2009 : Theatre Live! (série télévisée) : l'assistante
- 2010 : Lip Service (série télévisée) : Chloe (2 épisodes)
- 2014 : The Redwood Massacre : Kirsty
- 2017 : Ghosts of Darkness : Rebecca Donavan
- 2017 : The Loch (en) (mini-série) : Sarah McKinnon (3 épisodes)
- 2017 : Trust Me (en) (mini-série) : Lynn (4 épisodes)